# Richard fitz Gilbert
Richard fitz Gilbert también Richard de Clare (apodado Strongbow [arco recio], c. 1035–1090) fue un caballero anglonormando que participó en la conquista de Inglaterra en 1066. Señor de Bienfaite, Orbec, Tonbridge. Es el primer referente de la familia de Clare.

## Biografía
Era hijo de Gilberto de Brionne. Gilberto era uno de los guardianes del joven duque Guillermo y cuando su padre fue asesinado por Raúl de Gacé en 1040, sus dos hijos mayores Richard y Baldwin huyeron a Flandes. A su regreso a Normandía Richard recibió como premio los señoríos de Bienfaite y Orbec en Normandía. En 1066, Richard fue a Inglaterra con Guillermo, recibiendo honores y posesiones.
El Dictionary of National Biography y otras fuentes son imprecisas y a veces contradictorias acerca de la fecha en que el apellido de Clare comenzó a utilizarse de manera común, pero lo que sabemos es que Richard fitz Gilbert (de Tonbridge), el progenitor identificable más antiguo de la familia, aparece como Richard de Clare en la información de Suffolk del Domesday Book.

## Recompensas
Fue recompensado con 176 señoríos y grandes concesiones de tierra en Inglaterra, incluyendo el derecho de construir los castillos de Clare y de Tonbridge. Richard fitz Gilbert recibió el señorío de Clare, en Suffolk, donde partes de los muros del castillo de Clare aún perviven. Algunos contemporáneos y fuentes posteriores le dan el nombre de Conde de Clare, aunque muchas fuentes modernas ven el título como «tratamiento protocolario».
Sirvió como Justiciar en ausencia de Guillermo, y jugó una parte importante en la supresión de la revuelta de 1075.

## Barón rebelde
A la muerte del Conquistador, Richard y otros grandes barones normandos, incluyendo a Odón de Bayeux, Roberto de Mortain, y Godofredo de Montbray, se rebelaron contra el gobierno de Guillermo Rufo para situar en el trono a Roberto Curthose. Sin embargo, la mayoría de los normandos Ingleses se mantuvieron leales. Guillermo y su ejército atacaron con éxito las fortalezas rebeldes de Tonbridge, Pevensey y Rochester.

## Muerte y sucesión
Fue enterrado en St. Neot  Priory en 1091. Su viuda aún vivía en 1113. Sus tierras fueron heredadas por su hijo, Gilbert fitz Richard.

## Matrimonio
Richard se casó con Rohese Giffard, hija de Walter Giffard, señor de Longueville y Agnes Flaitel, y  tuvieron al menos los siguientes hijos:
- Avice [Avoise] de Clare (c. 1050-1129);
- Richard FitzRichard de Clare (c. 1062-16 de junio de 1107), Abad de Ely;
- Robert fitz Richard de Clare (c. 1064-1134), señor de Little Dunmow, Barón de Baynard.[8]
- Walter FitzRichard de Clare (c. 1065-10 de marzo de 1138), señor de Tonebruge;
- Gilbert fitz Richard de Clare (c. 1065-17 de noviembre de 1114), sucedió a su padre como Conde de Clare. Señor de Clare, Tonbridge y Cardigan;
- Rohese de Clare (c. 1067-1121), esposa de Eudo Dapifer;
- Adeliza (Alice) de Clare (c. 1069-15 de mayo de 1141), esposa de Walter II Tyrrell, señor de Poix;[9]
- Elizabeth de Clare (c. 1074-1117), esposa de Eustace de Bourne (c. 1044-1119);
- Godfrey FitzRichard de Clare (c. 1084-1130);
- Roger fitz Richard de Clare (c. 1050-1131);[3]